# تصفيات كأس الأمم الإفريقية 2017 المجموعة ع
المجموعة ع من مسابقة تصفيات كأس الأمم الأفريقية لكرة القدم 2017 كانت واحدة من المجموعات الـ13 لتحديد الفرق التي تتأهل إلى نهائيات مسابقة كأس الأمم الأفريقية لكرة القدم 2017. تألفت المجموعة من ثلاثة فرق: ساحل العاج، السودان، و‌سيراليون. مستضيفة المسابقة النهائية، الغابون، وضعت أيضًا في هذه المجموعة ولعبت مباريات ضد الفرق الثلاثة الأخرى في المجموعة؛ غير أن، هذه المباريات لا تعتبر إلا وديات ولا تحتسب للترتيب.
لعبت الفرق ضد بعضها البعض ذهاباً وإياباً بنظام التحدي، بين يونيو 2015 وسبتمبر 2016.
الفائزة بالمجموعة، ساحل العاج، تأهلت إلى كأس الأمم الأفريقية لكرة القدم 2017. لأن هذه المجموعة احتوت على ثلاثة فرق فقط، لم يكن الوصيف قادراً على التأهل كأحد الوصيفين بأفضل سجلات.

## الترتيب
| م | الفريق     | لعب | ف | ت | خ | أ.له | أ.ع | أ.ف | نقاط | التأهل            |     |     |     |     |
| - | ---------- | --- | - | - | - | ---- | --- | --- | ---- | ----------------- | --- | --- | --- | --- |
| 1 | ساحل العاج | 4   | 1 | 3 | 0 | 3    | 2   | +1  | 6    | المسابقة النهائية |     | —   | 1–1 | 1–0 |
| 2 | سيراليون   | 4   | 1 | 2 | 1 | 2    | 2   | 0   | 5    |                   |     | 0–0 | —   | 1–0 |
| 3 | السودان    | 4   | 1 | 1 | 2 | 2    | 3   | −1  | 4    |                   | 1–1 | 1–0 | —   |     |

## المباريات
| السودان           | 1–0   | سيراليون |
| ----------------- | ----- | -------- |
| العجب 77' (ركلة.) | تقرير |          |

| سيراليون | 0–0   | ساحل العاج |
| -------- | ----- | ---------- |
|          | تقرير |            |

| ساحل العاج  | 1–0   | السودان |
| ----------- | ----- | ------- |
| جرفينيو 34' | تقرير |         |

| السودان    | 1–1   | ساحل العاج |
| ---------- | ----- | ---------- |
| الطاهر 29' | تقرير | غراديل 16' |

| سيراليون   | 1–0   | السودان |
| ---------- | ----- | ------- |
| فوفانا 65' | تقرير |         |

| ساحل العاج | 1–1   | سيراليون      |
| ---------- | ----- | ------------- |
| كودجيا 35' | تقرير | ك. كامارا 67' |

## الوديات المركزية
| الغابون | 0–0   | ساحل العاج |
| ------- | ----- | ---------- |
|         | تقرير |            |

| الغابون                                      | 4–0   | السودان |
| -------------------------------------------- | ----- | ------- |
| إيفونا 29'، 66' · مبينغي 61' · أوباميانغ 70' | تقرير |         |

| الغابون                            | 2–1   | سيراليون   |
| ---------------------------------- | ----- | ---------- |
| أوباميانغ 33' (ركلة.) · إيفونا 56' | تقرير | فوفانا 82' |

| سيراليون            | 1–0   | الغابون |
| ------------------- | ----- | ------- |
| بانغورا 13' (ركلة.) | تقرير |         |

| ساحل العاج                | 2–1   | الغابون    |
| ------------------------- | ----- | ---------- |
| كودجيا 52' · ديوماندي 71' | تقرير | إيفونا 81' |

| السودان  | 1–2   | الغابون                   |
| -------- | ----- | ------------------------- |
| حامد 25' | تقرير | أوباميانغ 32' · مانغا 41' |

## مسجلو الأهداف
هدف واحد
- جرفينيو
- ماكس غراديل
- جوناثان كودجيا
- شيكا فوفانا
- كي كامارا
- رمضان العجب
- مهند الطاهر

## روابط خارجية
- Orange Africa Cup Of Nations Qualifiers 2017, CAFonline.com